# Chaetosiphon coreanum
Chaetosiphon coreanum är en insektsart. Chaetosiphon coreanum ingår i släktet Chaetosiphon och familjen långrörsbladlöss. Inga underarter finns listade i Catalogue of Life.